# 上本町停留場
上本町停留場（かみほんまちていりゅうじょう）は、富山県富山市上本町にある、富山地方鉄道富山軌道線本線の停留場である。駅番号はC07。
富山県道43号富山上滝立山線上の併用軌道に設置されている。

## 歴史
- 1913年（大正2年）9月1日：富山電気軌道の南田町停留場として開業[2]。
- 1920年（大正9年）7月1日：富山市に譲渡され、富山市営軌道の停留場となる[3]。
- 1943年（昭和18年）
  - 1月1日：路線譲渡により富山地方鉄道の停留場となる[4]。
  - 3月1日：電力制限に伴う全便急行運転に伴い停留場休止[5]。
- 1945年（昭和20年）8月2日：富山大空襲の戦災より路線休止[6]。
- 時期不明：営業再開[2]。
- 1965年（昭和40年）4月15日：上本町停留場に改称[2]。

## 停留場構造
相対式ホーム2面2線の地上駅。ホームは千鳥式配置。

## 停留場周辺
- 日枝神社
- 富山市立中央小学校
- ピアゴ富山西町店
- 富山寺（） - 富山市の市名の起因とされる寺[7]。

## 隣の停留場
富山地方鉄道
富山軌道線（本線）
広貫堂前停留場 (C06) - 上本町停留場 (C07) - 西町停留場 (C08)